# Verde Village, Arizona
Verde Village je naseljeno područje za statističke svrhe u američkoj saveznoj državi Arizona. Prema popisu stanovništva iz 2010. u njemu je živjelo 11,605 stanovnika.